# Long walk home (Neil Young)
Long walk home is een lied dat werd geschreven door Neil Young. Samen met Crazy Horse bracht hij het in 1987 uit op een single met Cryin' eyes op de B-kant. Ook verscheen het eerder dat jaar al op de B-kant van Mideast vacation. Alle drie nummers verschenen in 1987 ook op hun album Life. Long walk home belandde op nummer 14 van de rocklijst van Billboard.
Young speelt het nummer op piano en begeleidt zich daarbij op een mondharmonica. Met het achtergrondkoor erbij heeft het nummer wat weg van gospelmuziek. Het lied gaat over de militaire rol van de Verenigde Staten in de wereld, van de Vietnamoorlog tot de interventie in Libanon. Young vraagt zich af hoe het zou zijn geweest als vrijheid een klein meisje was geweest.